# Salvatoria neapolitana
Salvatoria neapolitana är en ringmaskart som först beskrevs av Goodrich 1930.  Salvatoria neapolitana ingår i släktet Salvatoria och familjen Syllidae. Inga underarter finns listade i Catalogue of Life.